# Vailly (Aube)
Vailly és un municipi francès situat al departament de l'Aube i a la regió del Gran Est. L'any 2007 tenia 268 habitants.

## Demografia

### Població
El 2007 la població de fet de Vailly era de 268 persones. Hi havia 106 famílies de les quals 16 eren unipersonals (12 homes vivint sols i 4 dones vivint soles), 43 parelles sense fills, 43 parelles amb fills i 4 famílies monoparentals amb fills.
La població ha evolucionat segons el següent gràfic:
Habitants censats

### Habitatges
El 2007 hi havia 119 habitatges, 109 eren l'habitatge principal de la família, 3 eren segones residències i 7 estaven desocupats. 117 eren cases i 2 eren apartaments. Dels 109 habitatges principals, 95 estaven ocupats pels seus propietaris, 10 estaven llogats i ocupats pels llogaters i 5 estaven cedits a títol gratuït; 2 tenien dues cambres, 13 en tenien tres, 28 en tenien quatre i 67 en tenien cinc o més. 100 habitatges disposaven pel capbaix d'una plaça de pàrquing. A 48 habitatges hi havia un automòbil i a 57 n'hi havia dos o més.

### Piràmide de població
La piràmide de població per edats i sexe el 2009 era:
| Homes | Edats   | Dones |
| ----- | ------- | ----- |
| 0     | 95 o +  | 0     |
| 0     | 90 a 94 | 0     |
| 0     | 85 a 89 | 0     |
| 0     | 80 a 84 | 0     |
| 4     | 75 a 79 | 0     |
| 4     | 70 a 74 | 4     |
| 4     | 65 a 69 | 8     |
| 4     | 60 a 64 | 8     |
| 16    | 55 a 59 | 4     |
| 28    | 50 a 54 | 20    |
| 24    | 45 a 49 | 12    |
| 0     | 40 a 44 | 8     |
| 4     | 35 a 39 | 8     |
| 4     | 30 a 34 | 4     |
| 4     | 25 a 29 | 4     |
| 8     | 20 a 24 | 4     |
| 8     | 15 a 19 | 16    |
| 16    | 10 a 14 | 4     |
| 4     | 5 a 9   | 0     |
| 0     | 0 a 4   | 4     |

## Economia
El 2007 la població en edat de treballar era de 199 persones, 152 eren actives i 47 eren inactives. De les 152 persones actives 140 estaven ocupades (81 homes i 59 dones) i 12 estaven aturades (4 homes i 8 dones). De les 47 persones inactives 23 estaven jubilades, 15 estaven estudiant i 9 estaven classificades com a «altres inactius».

### Ingressos
El 2009 a Vailly hi havia 120 unitats fiscals que integraven 296,5 persones, la mediana anual d'ingressos fiscals per persona era de 21.917 €.

### Activitats econòmiques
Dels 5 establiments que hi havia el 2007, 2 eren d'empreses de construcció, 1 d'una empresa de comerç i reparació d'automòbils, 1 d'una empresa de transport i 1 d'una empresa financera.
Els 2 serveis als particulars que hi havia el 2009 eren empreses de construcció.
L'únic establiment comercial que hi havia el 2009 era una adrogueria.
L'any 2000 a Vailly hi havia 8 explotacions agrícoles.

## Poblacions més properes
El següent diagrama mostra les poblacions més properes.